# Angel of Grief

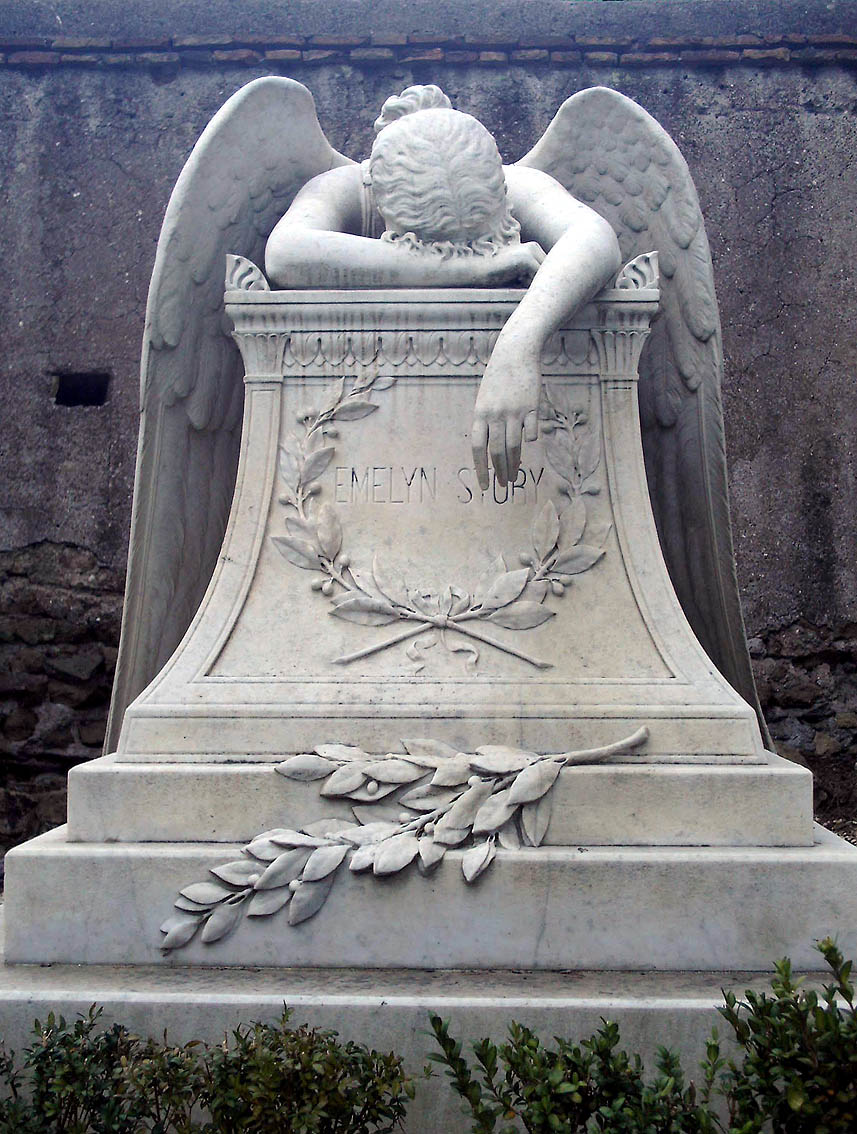
Die Skulptur auf dem protestantischen Friedhof, Rom

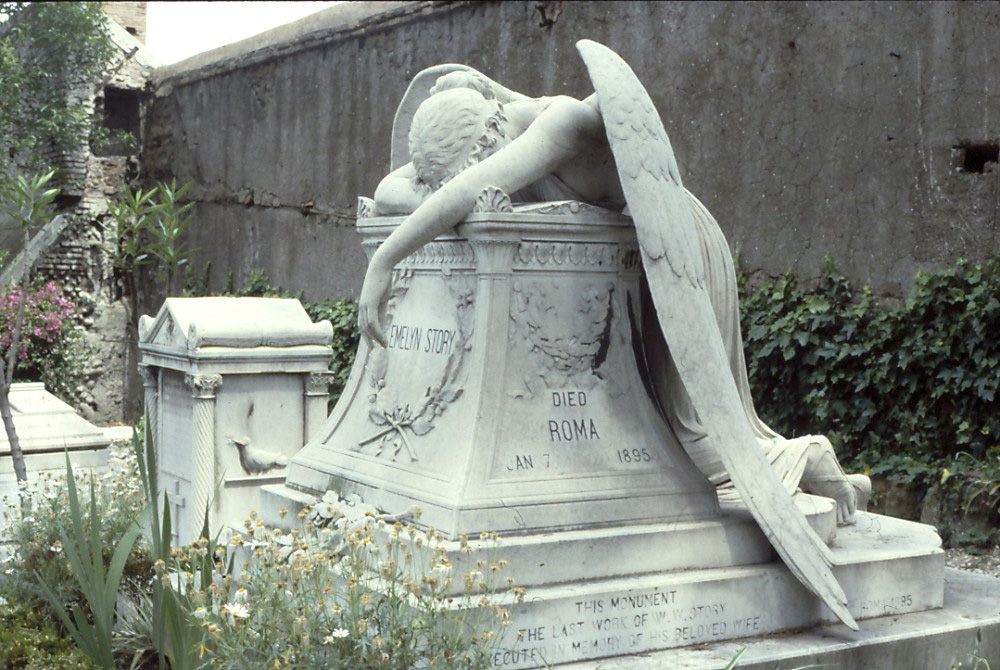
Seitenansicht

Das Grabmal Angel of Grief (Angelo del Dolore / Engel der Trauer) wurde 1894 von dem US-amerikanischen Bildhauer und Dichter William Wetmore Story (1819–1895) für sich und seine Frau geschaffen und steht auf dem protestantischen Friedhof in Rom.
Emelyn Story starb am 7. Januar 1895 und ihr Ehemann folgte ihr am 7. Oktober desselben Jahres. Beide sind unter dem Grabmal bestattet. Das Kunstwerk wurde vielfach nachgebildet, sowohl in exakt kopierten als auch mehr oder weniger ähnlichen Posen. Das Motiv wurde außerdem auf mehreren Covern von Musikalben verwendet.

## Inschriften
| Podest vorn                             |
| EMELYN STORY                            |
| Podest links                            |
| DIED                                    |
| ROMA                                    |
| JAN 7 1895                              |
| Podest rechts                           |
| BORN                                    |
| BOSTON                                  |
| USA                                     |
| OCT 1820                                |
| Stufe                                   |
| ROMA 1895                               |
| Stufen links                            |
| THIS MONUMENT                           |
| THE LAST WORK OF W. W. STORY            |
| EXECUTED IN MEMORY OF HIS BELOVED WIFE  |
| HE DIED AT VALLOMBROSA OCTOBER 7TH 1895 |
| AGED 78 YEARS                           |

## Nachbildungen (Auswahl)
- Cassard-Monument auf dem Green-Wood Cemetery in Brooklyn, New York, 1909 oder 1910
- Chapman H Hyams tomb auf dem Metairie Cemetery, New Orleans, (Louisiana) – frühes 20. Jahrhundert
- Lathrop Memorial, Stanford Arboretum an der Stanford University, Kalifornien, von Antonio Bernieri, 1908
- Hill Family plot mit dem Glenwood Angel und dem Scottsville Angel in Texas
- Pool Memorial im Cypress Lawn Memorial Park, Colma, Kalifornien
- Friedhof Notre-Dame in Luxemburg Stadt, Luxemburg
- Cementerio General in San José (Costa Rica)

## Album-Cover
Der Angel of Grief diente als Cover für die Alben:
- 1995 der Band „The Tea Party“ für The Edges of Twilight[1]
- 1998 der Band „Odes of Ecstasy“ für Embossed Dream in Four Acts
- 1998 der Band „Evanescence“ für Evanescence EP
- 2004 der Band „Nightwish“ für Once[2]